# 마쓰하시 미키
마쓰하시 미키(일본어: 松橋未樹,まつはし みき, 1983년 8월 10일 ~)는 일본의 여성가수이자 작곡가이다. 일본 오사카부 출신으로, 2001년에 GIZA Studio에서 메이저 데뷔하였으나 현재 활동을 하지 않고 있다.

## 개략
2000년에 오사카 신사이바시의 레코드 가게에서 발매한 카세트 테이프로 인디즈 데뷔하였다.
2001년 6월 6일에 싱글 《time stands still》로 메이저 데뷔하였으며 1주일 후에 발매한 두 번째 싱글곡 《destiny》가 《명탐정 코난》의 오프닝 주제가로 사용되면서 히트했으며, 2002년 1월에 미니앨범 《Destiny》의 발매를 마지막으로 작곡공부에 전념하기 위해 가수활동을 중단하였다.
1년 후인 2003년에 발매한 사에구사 유카 IN db의 미니앨범에 수록된 "Stay my dream"으로 작곡가로 데뷔하였으나 그 이후로는 활동을 하지 않았다.

## 디스코그라피

### 싱글
| 1st | 2001년 6월 6일   | time stands still                                |                                                                   |
| 2nd | 2001년 6월 13일  | destiny                                          | 요미우리TV·니혼TV 계열 애니메이션 《명탐정 코난》9기 오프닝테마곡 |
| 3rd | 2001년 10월 24일 | 언제까지나 사랑을 끌어안자(いつまでも愛を包もう) | TBS계열 프로그램《원더풀》11월 엔딩테마곡                         |

### 미니 앨범
| 1st | 2002년 1월 30일 | Destiny |

## 작곡 활동
- 사에구사 유카 IN db 《Stay my dream》
  - 사에구사 유카 IN db의 미니 앨범 《Secret&Lies》에 수록되어 있다.